# Westelijke Slaven
De Westelijke Slaven zijn die Slavische volkeren die zich sinds de vroege middeleeuwen ten westen van het stamgebied der vroege Slaven gevestigd hebben. Deze omvatten o.a. de huidige Slowaken, Tsjechen, Kasjoeben, Polen en Sorben. 

## Ruimtelijke scheiding
De West-Slavische talen kunnen onderverdeeld worden in twee groepen. De noordelijke of Lechitische groep omvat de Poolse, Kasjoebische, en de uitgestorven Polabische en Pomoraanse talen; de zuidelijke omvat de Tsjecho-Slowaakse talen. De Sorbische talen van de Boven- en Beneden-Lausitz hebben kenmerken gemeen met zowel de Lechitische als de Tsjecho-Slowaakse groep. 
Door de invasie van de Hongaren in de Pannonische vlakte in de 10e eeuw, werden ze ruimtelijk gescheiden van de Zuidelijke Slaven. De scheiding met de Oostelijke Slaven vond plaats tijdens de kerstening vanaf de 9e eeuw. Cultureel ontwikkelden de West-Slaven zich als gevolg van aansluiting bij het Heilige Roomse Rijk en het westerse christendom langs de lijnen van andere West- en Centraal-Europese volkeren. Dit veroorzaakte een culturele breuk met de andere Slavische groepen: terwijl de Oost-Slaven en de meeste Zuid-Slaven zich tot het oosters-orthodoxe christendom bekeerden, en aldus cultureel beïnvloed werden door het Byzantijnse Rijk, werden de West-Slaven, samen met de meest westelijke Zuid-Slaven (Slovenen en Kroaten) bekeerd tot het rooms-katholicisme, en vielen onder de culturele invloed van de Latijnse Kerk.

## Geschiedenis
Vanaf de 5e eeuw verspreidde de Praag-Kortsjakcultuur zich uit het gebied van de voorafgaande Kievcultuur in het Pripjat-gebied in Zuid-Wit-Rusland en Noord-Oekraïne naar het westen, in het na de Grote Volksverhuizing grotendeels ontvolkte gebied der Oost-Germaanse volkeren. De West-Slavische volkeren werden door de Germaanse volkeren Wenden genoemd, naar de (niet-Slavische) stam der Veneti, de vroegere zuidoostelijke buren der Germanen. 
In ieder geval een deel van de migratie vond plaats in stamverband onder leiding van Sarmatische en Turkse ruitervolken. Voorbeelden hiervan zijn de Sorben (Serben) en Chorvaten (Kroaten) die zich in het gebied van het huidige Zuid-Polen vestigden. Ook de Avaren die zich in het Donaubekken vestigden namen namen Slavische landbouwers in hun gevolg mee. De Sorben en Chorvaten werden in 622-23 door keizer Herakleios uitgenodigd zich in Illyrië te vestigen, en trokken vervolgens naar het zuiden. Een deel van de Sorben bleef echter aan de Elbe.
De eerste onafhankelijke West-Slavische staat was het rijk van Samo (623-658). Ondanks het gebrek aan geschreven bronnen uit de 8e eeuw tonen archeologische vondsten een continuïteit met het Groot-Moravische Rijk (833-ca. 907). De invallen van de Hongaren (vanaf 895-6) brachten het Moravische Rijk ten val. In 1002 werden de resterende Moravische vorsten uiteindelijk vazallen van het Oost-Frankische Rijk. Het Koninkrijk Bohemen bleef een deel van het Duitse Rijk van 1002-1419 en 1526-1918. De Slowaken kwamen na de ondergang van het Groot-Moravische Rijk onder het Koninkrijk Hongarije. Later vielen ze achtereenvolgens onder de Habsburgse monarchie, het Keizerrijk Oostenrijk en Oostenrijk-Hongarije. In het kielzog van het Tsjechische nationalisme kwamen ze na de Eerste Wereldoorlog bij de nieuwe republiek Tsjecho-Slowakije.
Vanaf de 10e eeuw begon het Oost-Frankische Rijk zich ten oosten van de Elbe uit te breidden. In 937 werd de Saksische Oostmark gesticht, en kwamen de Sorben en andere Elbeslaven zoals de Abodriten en Veleti onder de heerschappij van het Duitse Rijk. Dagomer van de Polanen legde in 963 de eed als leenman af aan keizer Otto I en aan markgraaf Gero, nadat hij door hen was verslagen. Zijn zoon Boleslaw verbrak uiteindelijk in 1024 de leenbanden met het Heilige Roomse Rijk en maakte van Polen een koninkrijk en een belangrijke macht in Midden-Europa.
In 1180 sloot Bogislaw I van Pommeren zich als leenman van het Heilige Roomse Rijk onder Keizer Frederik I Barbarossa aan. Hiervoor ontving hij in 1181 de titel Ducatus Slavoniae en de rang van rijksvorst.
Het Polabisch overleefde tot het begin van de 19e eeuw in wat nu de Duitse deelstaat Nedersaksen is. 
Op dit moment zijn er nog rond 60.000 Sorben, voornamelijk in de Lausitz wonend, een regio in de huidige Duitse deelstaten Brandenburg en Saksen.

## Lijst van West-Slavische volkeren
- Lechitische groep
  - Polen
  - Kasjoeben
  - Mazoviërs
  - Sorben
    - Historische volkeren:
      - Ljachen of Lendzen
      - Polanen
      - Wislanen
      - Slenzanen
      - Pomoranen
        - Slovinzen

      - Elbe-Slaven
        - Abodriten
          - Wagriers
          - Warnabi
          - Polaben
          - Linonen
          - Travnjanen
          - Drevanen

        - Welsten
          - Lutitzen
          - Kessinen
          - Circipanen
          - Tollensen
            - Redariers

          - Ukranen
          - Rujanen
          - Hevellers
          - Wolinianen
          - Pyritzanen

      - Milceni (Boven-Sorben)
      - Lusatiërs (Beneden-Sorben)
- Tsjechisch–Slovaakse groep
  - Tsjechen
    - Bohemiërs
    - Moraviërs

  - Slowaken